# Ponte di San Giorgio (Ferrara)
Il ponte di San Giorgio si trova in via San Maurelio a Ferrara e risale al XVI secolo.

## Storia

### Situazione prima della costruzione del ponte
Il ponte rivestì storicamente un ruolo importante dopo la fondazione della citta di Ferrara e quando il progressivo spostamento del suo centro amministrativo politico e religioso dall'antico insediamento della Ferrariola al nuovo nucleo urbano a nord del Po modificò il tipo di traffico sulle due sponde del Po di allora, in seguito divenuto un suo ramo, il Po di Volano. La prima basilica cittadina, quella di San Giorgio fuori le mura, venne sostituita come duomo della comunità dalla nuova cattedrale di San Giorgio e le mura lasciarono all'esterno l'antica isola di San Giorgio destinata a perdere la sua caratteristica di isola, con le bonifiche sul territorio, e diventare un quartiere cittadino. La porta cittadina sulle mura in quel punto venne chiamata porta Romana e a lungo il passaggio tra le sponde fu assicurato da traghetti.

### Costruzione del ponte
Il primo ponte originale fu costruito in legno attorno al XVI secolo con lo scopo di unire la nuova porta Romana sulle mura all'antico insediamento sul lato sud del Po. Nel 1682 l'antico ponte venne ricostruito in laterizio poi ancora rifatto negli anni compresi tra il 1891 e 1894 in ferro, e leggermente più ad est.
Durante il secondo conflitto mondiale i bombardamenti alleati lo distrussero parzialmente e si rese necessaria una sua ulteriore ricostruzione, realizzata all'inizio degli anni cinquanta. Venne utilizzato per l'occasione il cemento armato e furono recuperate le quattro statue che stavano già sulla struttura precedente e raffiguranti San Giorgio, San Maurelio, San Rocco e San Filippo Neri. Le statue sono state scolpite dal veronese Gaetano Cignaroli nel 1786 e nel 1994 sono state oggetto di un restauro conservativo realizzato dai Musei Civici d'Arte Antica del Comune di Ferrara e della Soprintendenza Archeologia, Belle Arti e Paesaggio per le province di Ravenna, Forlì-Cesena e Rimini.

## Descrizione

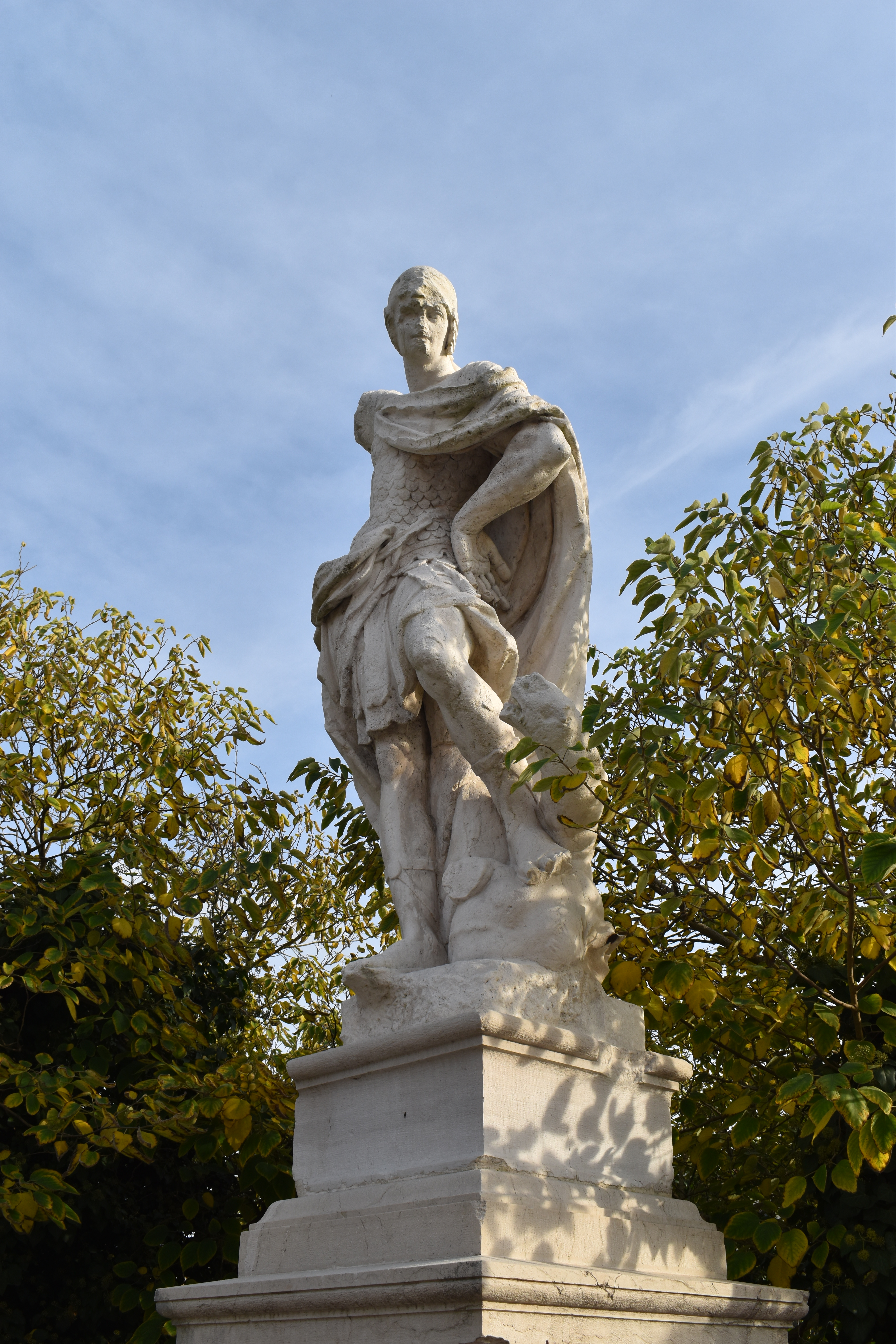
Gaetano Cignaroli, San Giorgio, (1784-1786)

Il ponte, che è il più antico di Ferrara, riveste ancora importanza per il traffico non autostradale che lega la città di Ferrara con la provincia di Ravenna e con i lidi di Comacchio, quindi in direzione della costa. 
La struttura è a navata unica ed è caratterizzata dalla presenza sulle sue estremità delle statue dei quattro coprotettori della città: San Giorgio, San Maurelio, San Rocco e San Filippo Neri.